# Héctor Calegaris
Héctor O. Calegaris (* 27. Juni 1915 in Buenos Aires; † 3. März 2008) war ein argentinischer Segler.

## Erfolge
Héctor Calegaris nahm an den Olympischen Spielen 1960 in Rom in der Bootsklasse Drachen teil. Dabei war er neben Jorge del Río Salas Crewmitglied des argentinischen Bootes von Skipper Jorge Salas Chávez. In ihrem Boot Tango belegten sie mit 5715 Punkten den zweiten Platz, nur elf Punkte vor dem italienischen Boot Venilia, und gewannen damit die Silbermedaille. Olympiasieger wurden die Griechen in der Nirefs. Mit del Río Salas und Salas Chávez hatte Calegaris bereits ein Jahr zuvor bei den Panamerikanischen Spielen in Chicago die Goldmedaille gewonnen.